# Erpornis
Genre
Erpornis est un genre monotypique de passereaux de la famille des Vireonidae. Il comprend une seule espèce.

## Répartition
Ce genre se trouve à l'état naturel dans le Sud-Est de l'Asie.

## Liste alphabétique des espèces
Selon la classification de référence du Congrès ornithologique international (version 14.2, 2024) :
- Erpornis zantholeuca Blyth, 1844 — Yuhina à ventre blanc, Erpornis à ventre blanc
  - Erpornis zantholeuca zantholeuca Blyth, 1844
  - Erpornis zantholeuca tyrannulus Swinhoe, 1870
  - Erpornis zantholeuca griseiloris Stresemann, 1923
  - Erpornis zantholeuca sordida Robinson & Kloss, 1919
  - Erpornis zantholeuca canescens Delacour & Jabouille, 1928
  - Erpornis zantholeuca interposita Hartert, 1917
  - Erpornis zantholeuca saani Chasen, 1939
  - Erpornis zantholeuca brunnescens Sharpe, 1876